# C-330
La C-330 era una carretera comarcal que unía Cieza con Pozo Alcón por Huéscar.

## Nomenclatura
La antigua carretera C-330 pertenecía a la red de carreteras comarcales del Ministerio de Fomento. Su nombre está formado por: C, que indica que era una carretera comarcal de nivel estatal; y el 330 es el número que recibe según el orden de nomenclaturas de las carreteras comarcales, según donde comiencen, su distancia a Madrid y si son radiales o transversal respecto a la capital.

## Historia
Hasta el cambio de denominación de carreteras autonómicas, en el que se eliminaba el antiguo nombre de comarcales, esta carretera tenía su punto de inicio en Cieza, y su finalización en Pozo Alcón.
La C-330 se ha dividido en las siguientes carreteras:
- La  RM-532  para el tramo Cieza a las proximidades de Mula.
- La  RM-15  para el tramo Mula a Caravaca de la Cruz.
- La  RM-730  para el tramo Caravaca de la Cruz hasta el límite entre las provincias de Granada y Murcia.
- La  A-330  para el tramo entre el límite entre las provincias de Granada y Murcia y Huéscar.
- La  A-326  para el tramo Huéscar a Pozo Alcón.

## Trazado
Hasta el cambio de denominación de carreteras autonómicas, en el que se eliminaba el antiguo nombre de comarcales, esta carretera tenía su punto de inicio en la población murciana de Cieza en el enlace con la carretera N-301 (Madrid - Albacete - Cartagena), dirigiéndose hacia la localidad de Mula en cuyas proximidades enlazaba con la comarcal C-415 (Ciudad Real - Alcantarilla), compartiendo recorrido con dicha vía hasta Caravaca de la Cruz, atravesando Cehegín y Bullas. En Caravaca continuaba en dirección suroeste hasta el Ventorrillo de Cavila, lugar donde partía la comarcal C-3211 (actual RM-711) con dirección a Lorca. Tomando dirección oeste, llega hasta Barranda, El Moral, la cortijada de El Entredicho y entra en la provincia de Granada, dejando a un lado Almaciles. Tras atravesar el puerto de montaña de Almaciles, llega a la Puebla de Don Fadrique, donde cruzaba con la carretera C-321 (actual A-317 entre Hornos y Vélez-Rubio). Tras esto, toma dirección suroeste hacia Huéscar, donde toma dirección oeste hacia Castril. Tras dejar esta localidad, se encamina en dirección oeste y suroeste hasta llegar a Pozo Alcón, localidad en la que finalizaba en el cruce con la carretera C-323.